# The Coca-Cola Kid (филм)
The Coca-Cola Kid је аустралијска романтична комедија из 1985. године, редитеља Душана Макавејева. Главне улоге тумаче Ерик Робертс и Грета Скаки. Филм је заснован на кратким причама Americans, Baby, and The Electrical Experience Френка Мурхауса, који је написао сценарио. Филм је уврштен на Кански филмски фестивал 1985.

## Радња
Бекер, врсни амерички извршни директор маркетинга (којег глуми Робертс) из компаније Кока-Кола, посећује њихове аустралијске операције у Сиднеју и покушава да схвати зашто се мали кутак Аустралије (измишљени град долине Андерсон) до сада опирао свим Кока-Кола производима. Буквално налеће на секретарицу (коју глуми Скаки) којој је додељено да му помогне.
Бекер открива да се локални произвођач безалкохолних пића који води један стари ексцентрик успешно брани од производа америчког бренда. Извршни директор се заклиње на свеобухватни маркетиншки рат са конкурентом, али на крају преиспитује своју улогу зупчаника у џиновској корпоративној машинерији Кока-Коле.

## Глумачка подела
- Ерик Робертс као Бекер
- Грета Скаки као Тери
- Бил Кер као Т. Џорџ Макдауел
- Крис Хејвуд као Ким
- Крис Маквејд као Џулијана
- Макс Гилис као Френк Хантер
- Тони Бери као Бушман
- Пол Чаб као Фред
- Дејдвид Слингсби као конобар
- Тим Фин као Филип
- Колин Клифорд као госпођица Хaвершем
- Ребека Смарт као ДМЗ
- Есбен Сторм као менаџер хотела на селу
- Стив Тод као господин Џо
- Иал Гилмор као Марџори

## Продукција
Дејвид Стратон поклонио је примерак књиге Френка Мурхауса The Americans, Baby Душану Макавејеву када је присуствовао филмском фестивалу у Сиднеју 1975. године са Слатким филмом. Продукција филма је делом била тешка због Макавејевих метода рада, које су се разликовале од начина на који су се филмови обично снимали у Аустралији. Дени Лоренс је ушао у филм као консултант.
Коца-Кола Кид је сниман на локацији у Сиднеју – разне градске знаменитости могу се накратко видети током филма.

## Пријем
Роттен Томатоес даје филму оцену од 47% на основу 17 рецензија.
Роџер Иберт дао је филму 3 од 4 звездице и рекао да је филм „испуњен тренуцима инспирације“, али верује да „последња половина филма [...] не испуњава обећања из прве половине ."

### Благајна
The Coca-Cola Kid је зарадио 36.365 долара на благајни у Аустралији.

## Дистрибуција
MGM Home Entertainment је објавио ДВД Регион 1 у Сједињеним Државама 16. априла 2002. Umbrella Entertainmen је издао регионалну бесплатну верзију у мају 2009. ДВД укључује специјалне карактеристике као што је биоскопски трејлер и интервју са Гретом Скаки и Дејвидом Роом под називом Права ствар. Fun City Edition је објавио филм на Блу-реју у Сједињеним Државама 16. јуна 2022.